# Constantin Göttfert
Constantin Göttfert (* 1979) és un escriptor austríac.

## Vida
Va estudiar Germàniques i cultura a la universitat de Viena. Des del 2007 fa estudis de literatura a Leipzig. Göttfert viu a Leipzig i Viena i treballa com a redactor, traductor i per a la revista en línia Poetenladen. Va publicar textos en revistes literàries i en antologies.
El 2006 va rebre una beca per a la literatura a St. Johann in Tirol (Àustria) i el 2007 el premi Wiener Werkstattpreis 2006.

## Obra
- Vernagelung, narrativa. En: Bereuter, Zita und Pamela Rußmann (Ed.): Wortlaut 05. Der FM4 Literaturwettbewerb, Luftschacht Verlag, Viena 2005 ISBN 978-3902373151
- Holzung, narrativa, Arovell Verlag, Gosau 2006 ISBN 978-3901435812
- Steinreigen, prosa curta, FZA-Verlag, Viena 2007 ISBN 978-3950229929